# فرانک نایت
 فرانک نایت (انگلیسی: Frank Knight؛ ۷ نوامبر ۱۸۸۵ – ۱۵ آوریل ۱۹۷۲) اقتصاددانی اهل ایالات متحده آمریکا بود. که بیشتر عمر خود را در دانشگاه شیکاگو گذراند، و یکی از بنیانگذاران مکتب شیکاگو شد. برندگان جایزهٔ نوبل میلتون فریدمن، جورج استیگلر، و جیمز بیوکنن همگی شاگردان نایت در شیکاگو بودند. رونالد کوز گفته است که نایت، بدون آموزش به او، بزرگترین تأثیرگذار بر افکار او بوده است.